# 2001-es Copa América (keretek)
A következő lista tartalmazza a Kolumbiában rendezett, 2001-es Copa Américan részt vevő nemzeteinek játékoskereteit. A tornát 2001. július 11-e és 29-e között rendezték. Costa Rica, Honduras és Mexikó meghívottként vett részt.